# ایل افشار
افشارها (ترکی آذربایجانی: Əfşar افشار؛ ترکی استانبولی: Avşar; ترکمنی: Owşar اوْوشار) طایفه‌ای از تُرک‌های غز هستند که در ایران، ترکیه و افغانستان پراکنده‌اند. آن‌ها طی فتوحات سلجوقیان در سدهٔ یازدهم، از آسیای مرکزی به خاورمیانه آمدند. اکثر افشارها در ایران ساکن هستند، و در آن‌جا همچنان گروهی عمدتاً عشایری باقی مانده‌اند.
افشارها یکی از طوایف قزلباش را شکل می‌دادند که در پایه‌گذاری ایران صفوی نقش داشتند. زبان و آداب و عاداتِ افشارها چندان تفاوتی با ترکمن‌های تهدیدکنندهٔ مرز ایران نداشت، اما مورد اعتمادِ صفویان بودند، به‌ویژه آنکه برخلافِ ترکمن‌های سنی، شیعه بودند. صفویان افزون‌بر افشارها و قاجارها، طایفه‌هایی از کُردها را نیز به خراسان منتقل کردند. گفته می‌شود شاه عباس بزرگ ۴٫۵۰۰ خانواده از ایل افشار را از ارومیه به اَبیوَرد و درگز منتقل کرد. نادرشاه از دودمان افشارِ که در سال ۱۷۳۶ شاه ایران شد، از ایل قرخلو بود.
امروزه افشارها به‌صورت‌های مختلف به‌عنوان شاخه‌ای از آذری‌ها و ترکمن‌ها یا ترکمان‌ها (اصطلاح عمومی رایجی که برای مردم ترک‌تبار اوغوز استفاده می‌شود) گروه‌بندی می‌شوند. بنیانگذاران گرمیان و خانات خلخال نیز از تبار افشار بودند. پایه‌گذار قرامانیان نیز احتمالاً از تبار افشار بوده است.

## معرفی
اَفشار یکی از ایل‌های تُرک‌های اغوز جزء گروه قومی ترک‌های آذربایجانی هستند. که عده‌ای از آنها در زمان سلجوقیان و عده‌ای دیگر در زمان شاه اسماعیل صفوی همراه با شش ایل بزرگ از آناتولی عثمانی به ایران آمدند و پایه‌های دودمان صفوی را بنیاد گذاردند. ایل افشار یکی از هفت ایل اصلی قزلباش بوده است. این ایل به دو شعبهٔ بزرگ تقسیم می‌شد: یکی قاسملو و دیگری ارخلو یا قرخلو؛ نادرشاه افشار از شعبهٔ اخیر بود. طایفه قرخلو را شاه اسماعیل از آذربایجان به خراسان کوچاند و در شمال آن سرزمین، در نواحی ابیورد و درهٔ گز و باخرز تا حدود مرو مسکن داد؛ تا در برابر ازبکان و ترکمن‌ها مهاجم سدی باشند. تعداد بسیاری از این ایلها در زمان شاه عباس اول در ایل شاهسون ادغام گشتند.

## وجه تسمیه نام
به گفته رشیدالدین فضل‌الله همدانی، پایه‌گذار این ایل که افشار نام داشت، پسر یولدوزخان، سومین پسر اغوز خان بود. افشار به معنای کاردان و مطیع است. قوم افشار ظاهر نام خود را از نام سر دودمان قومی خود اوشر گرفته است.

## افشارها در صحنهٔ تاریخ
افشارها تحت ادارهٔ آق‌سنقرْ اتابکان موصل را تشکیل دادند و اینها در فتح آناتولی نقش مهمی ایفا نمودند. از طرف ملکشاه، آق‌سنقرْ «قاسم‌الدوله» لقب گرفت و ولایت حلب به او واگذار گردید و به فرمانروایی در این مکان پرداخت. عمادالدین زنگی حکومت اتابکان موصل را در شهر موصل و نواحی پیرامون آن تشکیل داد و فرمانروای این اماکن گردید و مدت هجده سال به فرمانروایی پرداخت (۱۱۴۶–۱۱۲۸). امیر عماد الدین زنگی از طرف خلیفه لقب «فاتح» دریافت نمود و در جنگ‌های صلیبی به مبارزه و نبرد با عیسویان اروپایی اشغالگر پرداخت. پس از وی پسرش نورالدین محمود که به علم و ادبیات علاقه داشت، جانشین او گردید. شیرکوه (ابوحارث اسدالدین) و صلاح‌الدین ایوبی تحت لوای او بودند و به کمک او در ۱۱۷۱ (خورشیدی) حکومت فاطمی را برانداختند. بعد از صلاح‌الدین، فرزندش نتوانست قدرت پدر را پیدا کند و در قرن سیزده میلادی تابع مغول‌ها شدند. در نتیجه، افشارها به جنوب آناتولی کوچ کردند و به کمک ترکمانان، بیگ‌نشین قرامانیان را تشکیل دادند.
افشارهای آناتولی بیشتر از احفاد سه خانواده‌اند که از حلب آمده‌اند و عبارتند از: قوت بیگلی اوغوللاری، گؤندؤز اوغوللاری، کویک اوغوللاری.

## عشایر افشار
تقریباً تمام عشایر افشار ایران در استان کرمان  و تعداد کمی در شمال هرمزگان زندگی می‌کنند. بر اساس سرشماری عشایر سال ۱۳۶۶ش تعداد عشایر افشار ایران ۱۲۱۲۱ نفر گزارش شده که این عشایر به غیر از چند قشلاق در هرمزگان، همگی در استان کرمان زندگی می‌کنند.
در سرشماری عشایر سال ۱۳۷۷ش تعداد عشایر افشار ۱۰۷۱۱ نفر گزارش شده که اکثراً در استان کرمان زندگی می‌کنند.
در سرشماری عشایر سال ۱۳۸۷ش تعداد عشایر ییلاقی و قشلاقی افشار به ترتیب ۶۶۷۵ و ۶۵۵۹ نفر ذکر شده که  همگی در استان کرمان و هرمزگان زندگی می‌کنند.
افشارهای کرمان حدود ۳۰ طایفه و بیش‌تر از ۲۰۰ تیره هستند. آقاجانلو، میرحبیبی، صفی قلی اولادی، قاسم اولادی، قره گزلو، حاجیلو، حیدر ممشالو، آل کسلو، عمویی، پیرمرادلو، حمزه خانی، حمزه لو، اشرف‌لو، میرجانی، خلج، زرگر، جلال‌لو، قره قویونلو، قوجه بیگلو، جان قلی اوشاغی، فارسی مدان، صادقی، شول، جامه بزرگی، بارچی، براوردلو، مهنی، گی قویونلو و یارقره از مهم‌ترین طوایف افشار استان کرمان هستند.

## فرهنگ و رسوم

### قالیچه‌های افشار
از نظر قالی‌بافی، چادرنشینان افشار گرهٔ تُرکی و روستائیان گرهٔ فارسی به کار می‌برند. در واقع اصالت قالیچه‌های کرمان را در کارهای ایلات افشار باید جستجو کرد که نقشه و طرز بافت آن‌ها وجه مشترکی از هنر مردم آذربایجان و کرمان که به خوبی با هم آمیخته شده است.

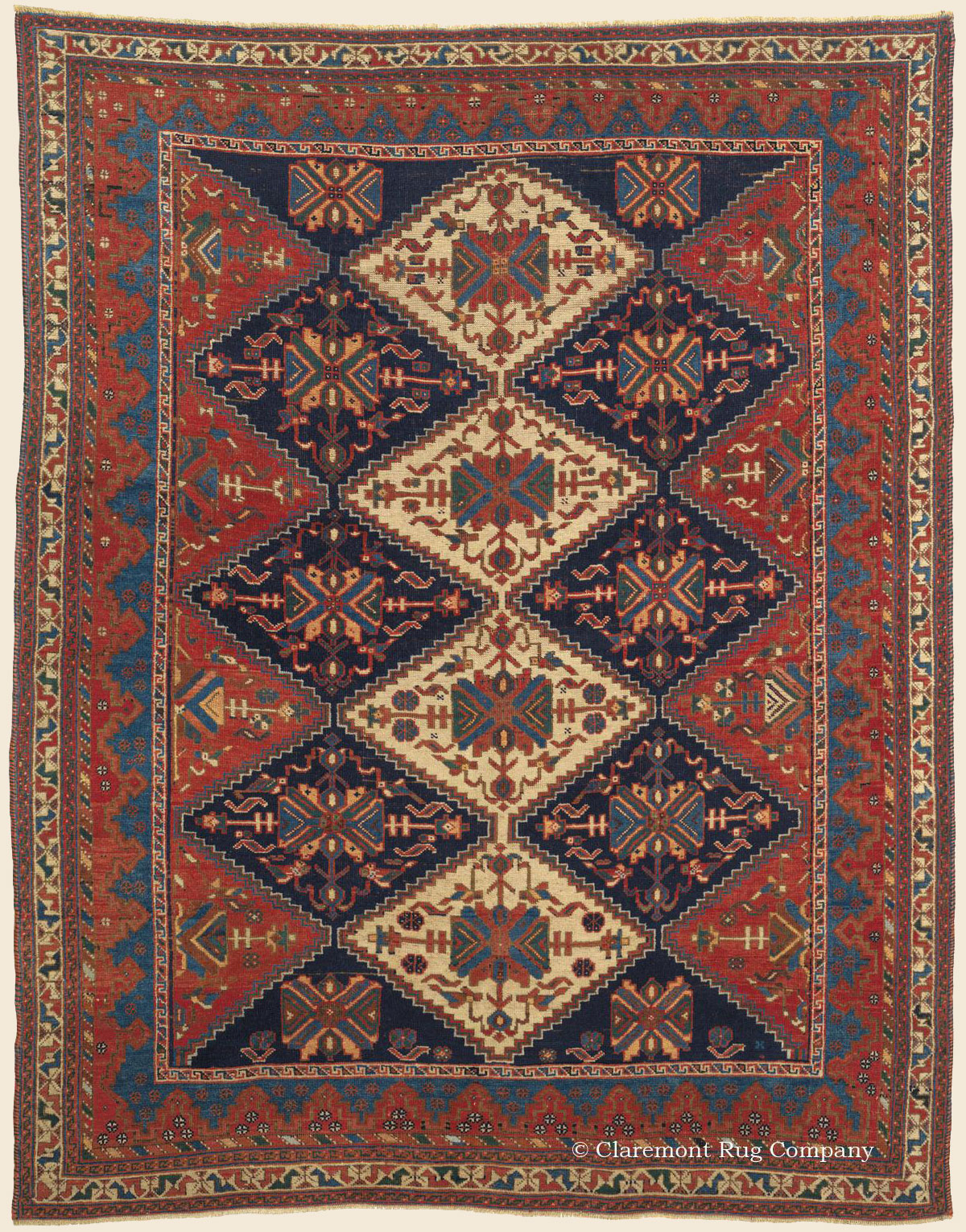
قالی افشار
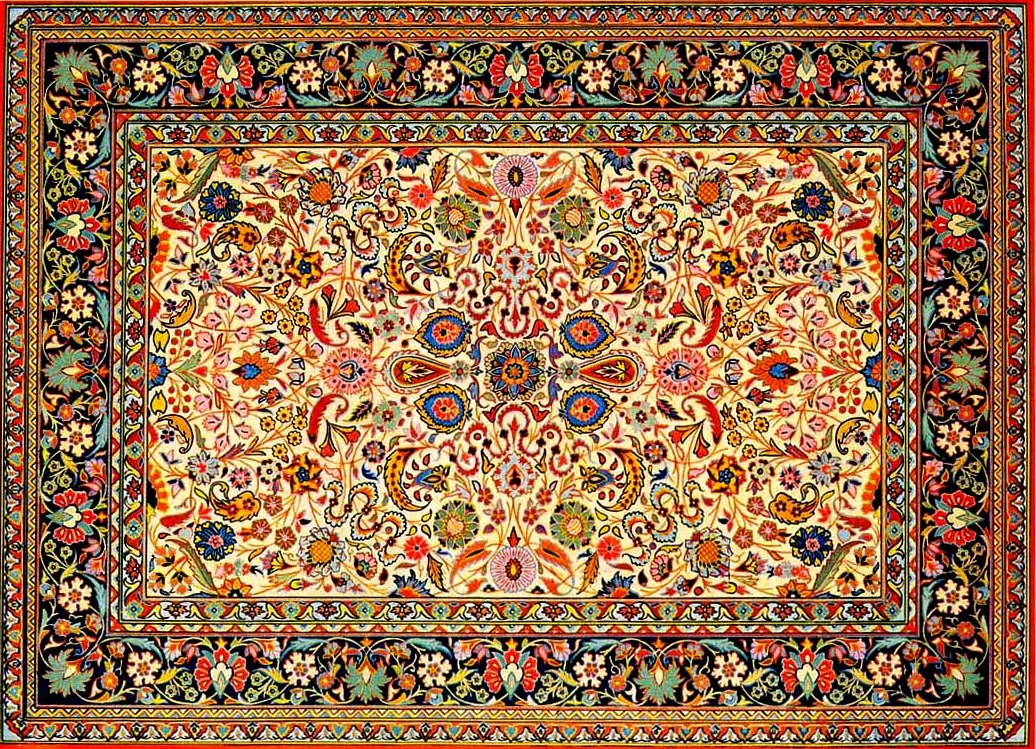
قالی افشار
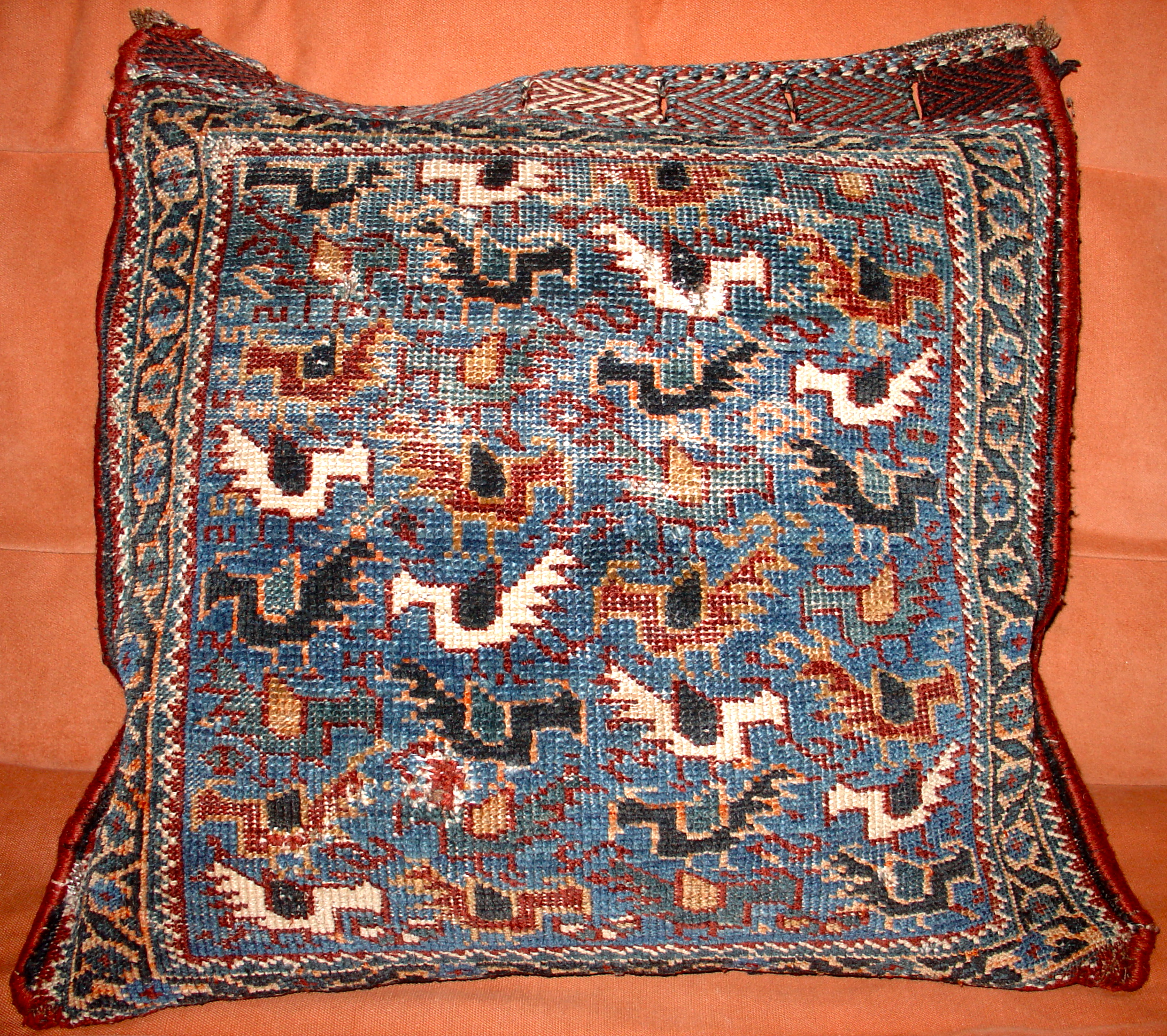

## افشارهای ایران

### افشارهای ارومیه
بزرگ‌ترین شهر افشارنشین ایران و جهان شهر ارومیه است چنانچه لرد کرزن در قرن بیستم هنگام ورود به شهر ارومیه می‌نویسد: «این شهر که در ارتفاع ۴۴۰۰ پا از سطح دریاست بین ۳۰۰۰۰ و ۴۰۰۰۰ نفر سکنه دارد که بیشتر آنها طایفهٔ ترک افشار هستند، ولی مقدار متنابهی اقلیت‌های نسطوری (آشوری)، کلیمی و ارمنی را هم در بر می‌گیرد.»
ایل افشار به دو شاخهٔ قرخلو و قاسملو تقسیم می‌شود که ارشلو (آراشلو) نام طایفه‌ای از شاخه قرخلو می‌باشد. همچنین ارشلو نام محله‌ای در شهر ارومیه است. باتوجه به اینکه در منابع زیادی از مسکن گزیدن افشارها در ارومیه سخن رفته است، گمان می‌رود که نام این روستا از نام این طایفه افشار گرفته شده باشد.ابراهیم خان دیوان بیکی افشار فرزند علی مراد بیک و برادر فتحعلی خان افشار ارشلو بوده و به هنگام جنگ کریم خان زند با فتحعلی خان و محاصره نه ماههٔ قلاع اورمیه فرماندهی سوار و پیاده افشار را ابراهیم خان دیوان بیکی بر عهده داشت که در این جنگ سرانجام فتحعلی خان تسلیم شد. کریم خان پس از فتح اورمیه حکومت شهر را به رستم خان پسر مهدی خان قاسملوی افشار سپرد. فتحعلی خان علاوه بر ابراهیم خان دو برادر به نام‌های حسینعلی خان و علیخان داشته که هر دو در دستگاه فتحعلی خان مشغول به کار بوده‌اند. 

### افشارهای خراسان
بیشترین افشارهای شمال خراسان نیز در شهرهای قوچان، دره گز، کلات و شیروان و قسمت‌هایی هم در مینودشت و رامیان، آزادشهر استان گلستان هستند.

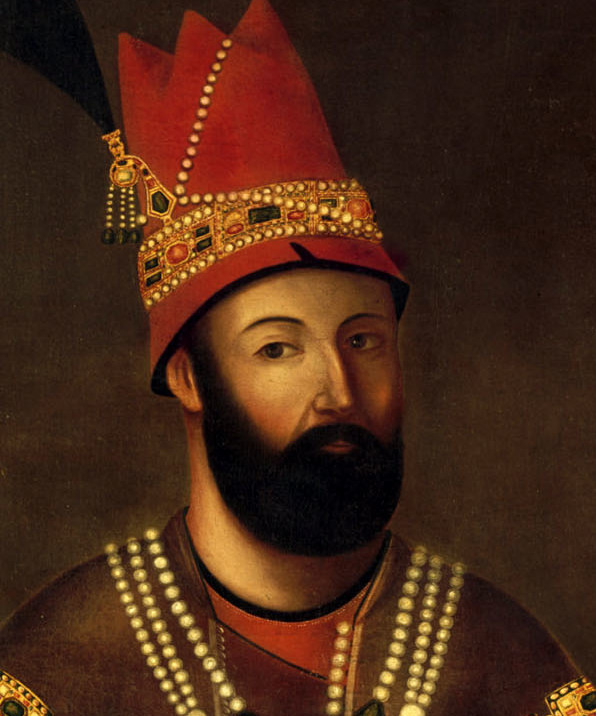
نادرشاه افشار در سال ۱۰۶۶ خورشیدی در ایل افشار در شمال خراسان به دنیا آمد.

### افشارهای کرمان
افشارهای کرمان را می‌توان ترکیبی از کاملترین طوایف این ایل که در ایران حضور دارند دانست. نظم و انضباط ایلی از ابتدای حضور بعضاً تا هم‌اکنون نیز می‌توان در آنها دید. تنوع طوایف افشار را در استانهای کرمان و هرمزگان و مناطق مرزی استان فارس می‌توان به‌وضوح دید. بزرگ‌ترین و قدرتمندترین طوایف این ایل قاسملوها بوده‌اند که از ابتدای تشکیل دولت صفوی در کرمان حضور داشته‌اند و در حال حاضر نیز حضوری پررنگ دارند و شاید می‌توان با جرئت گفت که نقشی که این طایفه در متحد کردن ایل افشار در کرمان بازی کرده‌اند در کمتر جایی می‌توان دید در اما بعد مستقل ایلی در شمال شهر کرمان که خبیصشهداد نام است ساکن هستند بر طبق اسنادی که از زمان ماضی به جا مانده این ایل از ستم عادل شاه به آن منطقه فرار کرده بودند به ضمیمه نام خانوادگی شجاعی و شجاعیان بودند. در شهرستان سیرجان طایفه ارشلو از ایل ترکی بچاقچی حضور دارند.

### افشارهای زنجان
استان زنجان نیز مردمان زیادی از ایل افشار دارد که در این استان پراکنده شده‌اند. مناطق با جمعیت چشمگیر از افشارها در گرماب (خدابنده) و بخش دهستان قشلاقات افشار هستند.

### افشارهای سایر مناطق ایران
تیره شول هم جز تیره‌های ایل ترک افشار می‌باشند که در کرمان و داراب فارس زندگی می‌کنند. تیره قرخلو در استان فارس که در شهرهای کازرون و مرودشت همچنین در استان مرکزی اراک و خمین زندگی می‌کنند، عده ای از افشارها در خرم‌آباد و عده ای در شهرستان خفر شیراز ساکن هستند و همچنین طایفهٔ نادری شهرستان های.فارسان و بن واقع در ۲۰کیلومتری شهرکرد از ایل افشار می‌باشند.